# شصت و ششمین دوره جوایز اسکار

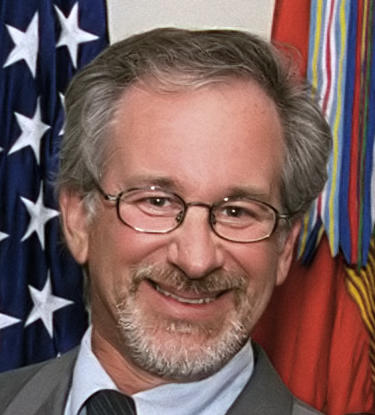
استیون اسپیلبرگ

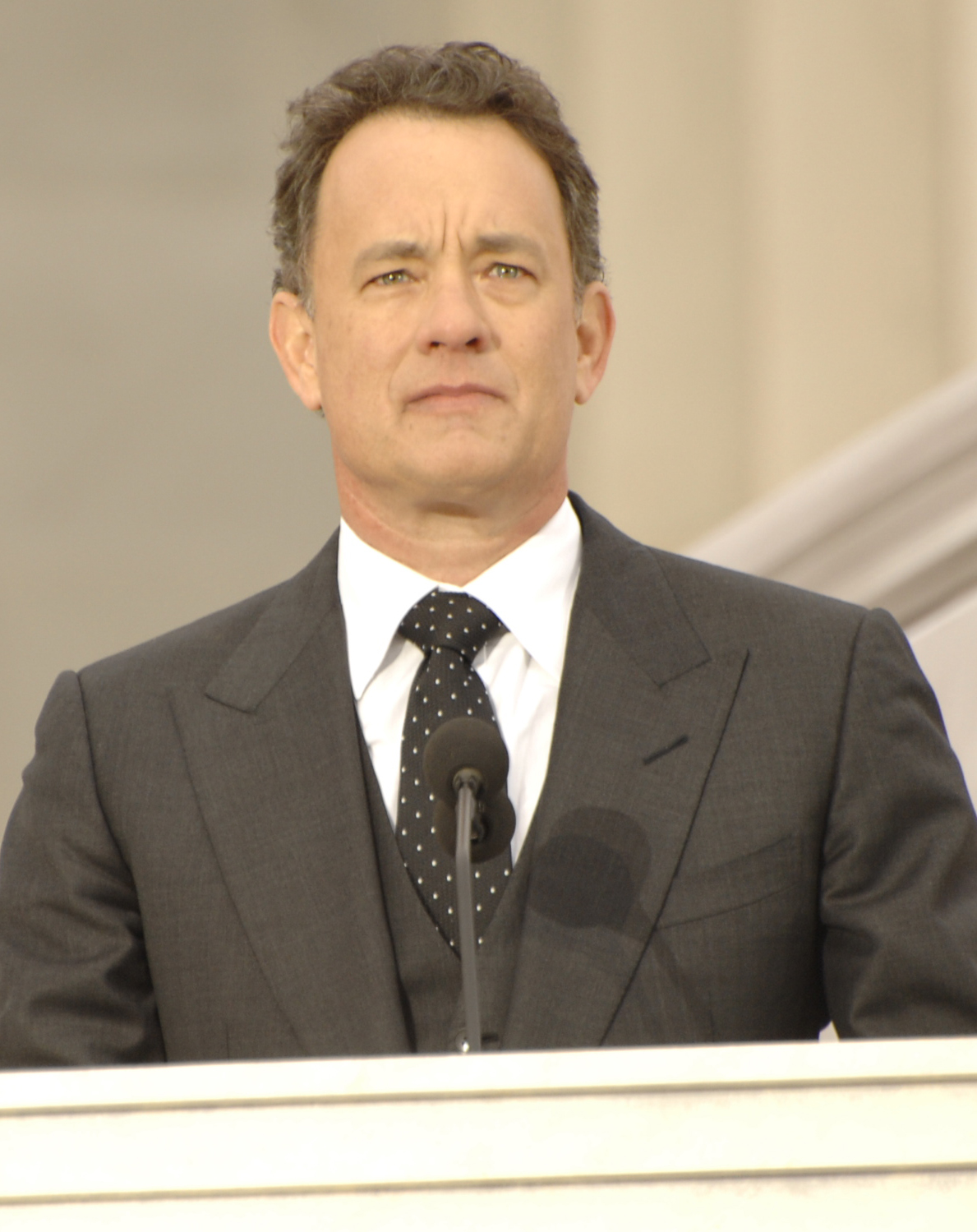
تام هنکس

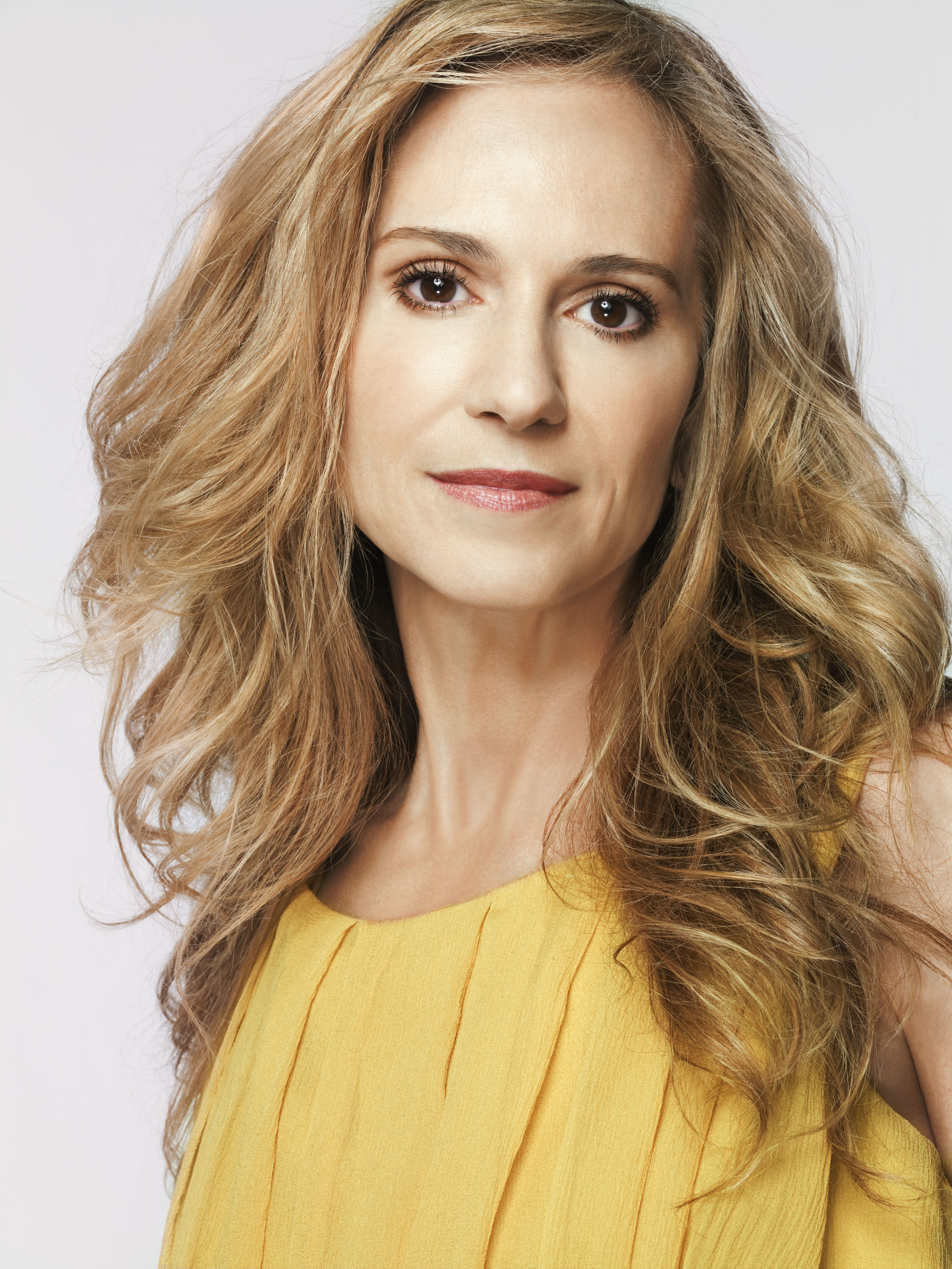
هالی هانتر

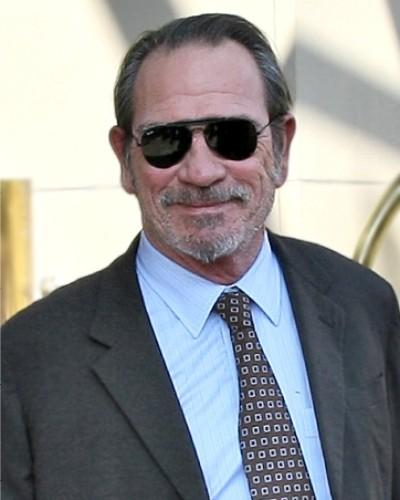
تامی لی جونز

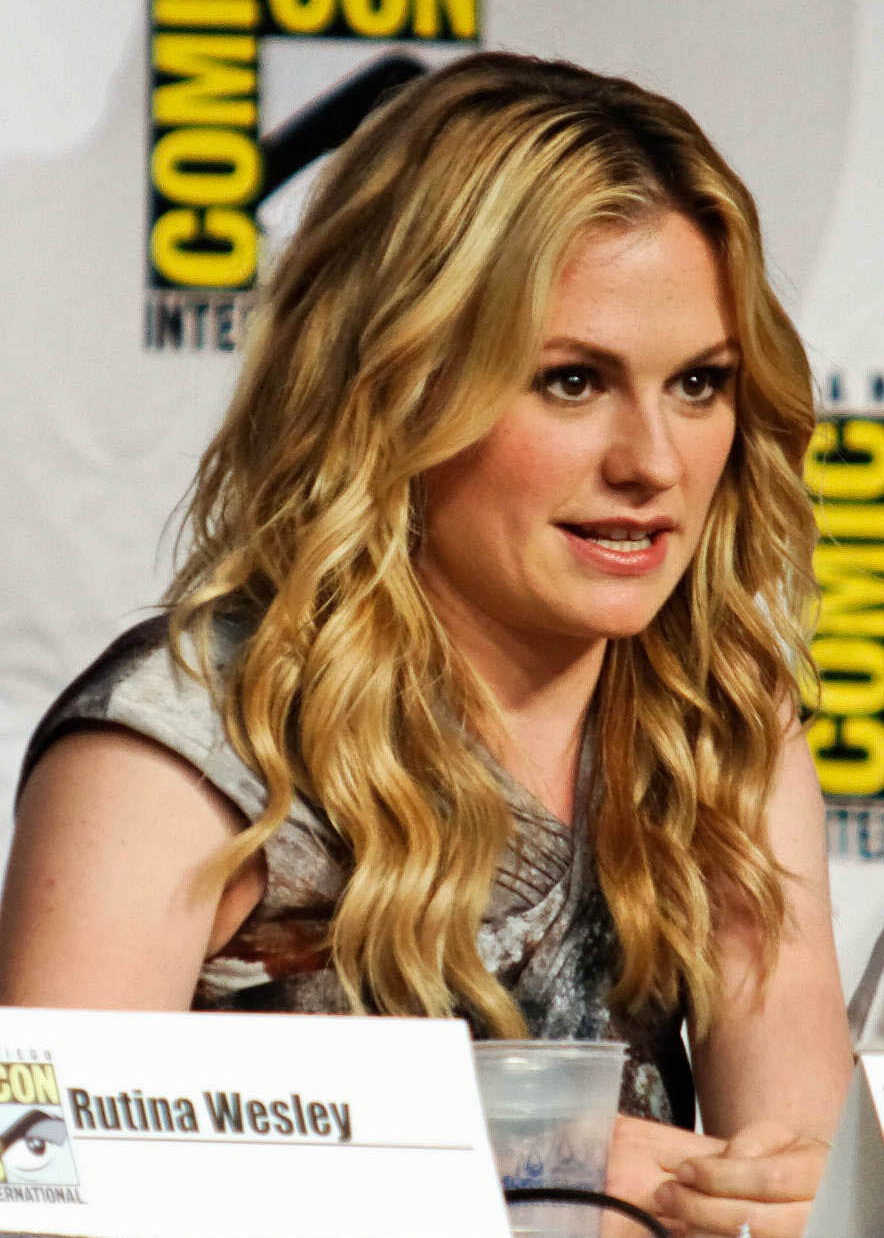
آنا پاکوین

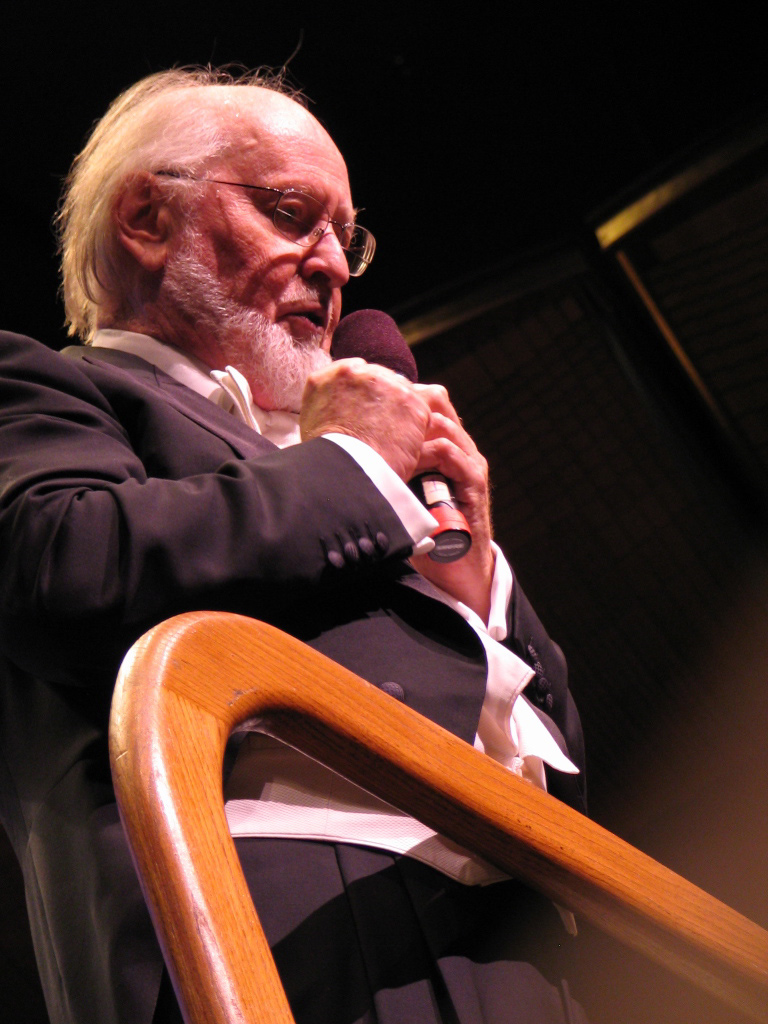
جان ویلیامز

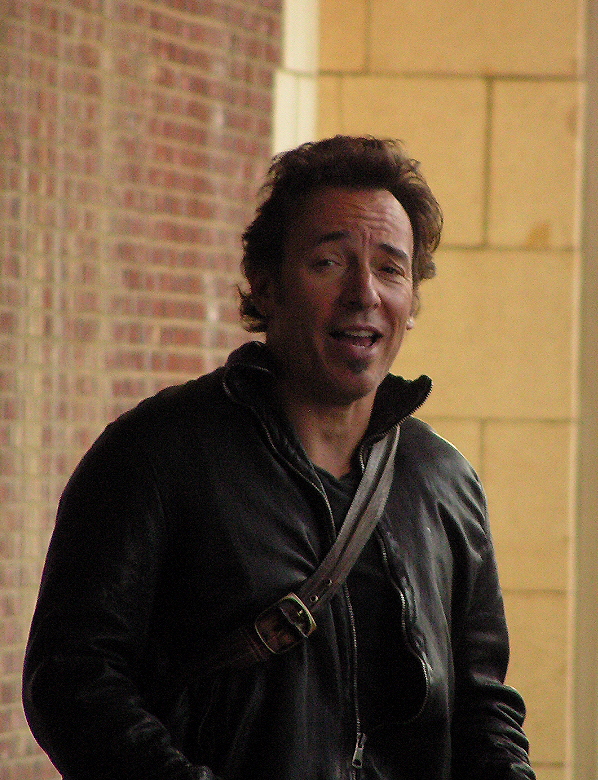

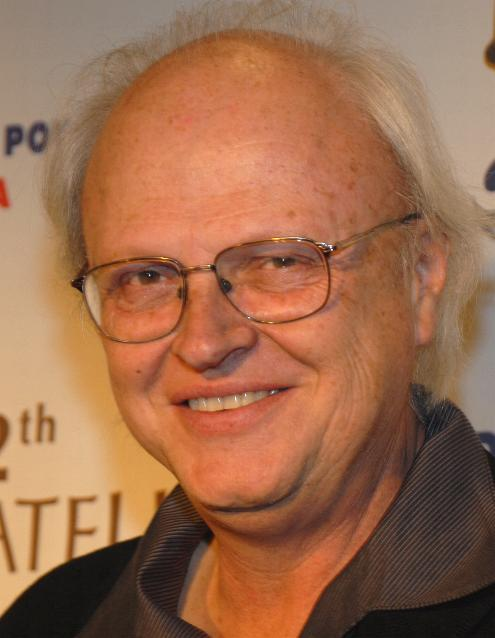

شصت و ششمین دوره مراسم اعطای جوایز اسکار در تاریخ ۲۱ مارس ۱۹۹۴ در دوروتی چندلر پاویون لوس آنجلس برگزار شد. در این مراسم بهترین فیلم‌های سال ۱۹۹۳ جهان به انتخاب آکادمی علوم و هنرهای تصاویر متحرک جایزه گرفتند.
ووپی گلدبرگ مجری این مراسم بود

## جوایز
| بهترین فیلم | بهترین کارگردانی |
| --- | --- |
| - فهرست شیندلر - فراری - به نام پدر - پیانو - بازمانده روز | - استیون اسپیلبرگ – فهرست شیندلر - رابرت آلتمن – برش‌های کوتاه - جین کمپیون – پیانو - جیمز ایوری – بازمانده روز - جیم شریدان – به نام پدر |
| بهترین بازیگر نقش اول مرد | بهترین بازیگر نقش اول زن |
| - تام هنکس – فیلادلفیا - دانیل دی لوئیس – به نام پدر - لارنس فیشبرن – چه ربطی به عشق دارد؟ - آنتونی هاپکینز – بازماندهٔ روز - لیام نیسون – فهرست شیندلر | - هالی هانتر – پیانو - آنجلا باست – چه ربطی به عشق دارد؟ - استوکارد چنینگ – شش درجه جدایی - اما تامسون – بازماندهٔ روز - دبرا وینگر – سرزمین سایه‌ها |
| بهترین بازیگر نقش مکمل مرد | بهترین بازیگر نقش مکمل زن |
| - تامی لی جونز – فراری - لئوناردو دی‌کاپریو – چه چیزی گیلبرت گریپ را آزار می‌دهد - رالف فاینس – فهرست شیندلر - جان مالکوویچ – در خط آتش - پیت پاستویت – به نام پدر | - آنا پاکوین – پیانو - هالی هانتر – شرکت - رزی پرز – بی‌ترس - وینونا رایدر – عصر معصومیت - اما تامسون – به نام پدر |
| فیلم‌نامه اوریژینال | فیلم‌نامه اقتباسی |
| - پیانو – جین کمپیون - دیو – گری راس - در خط آتش – Jeff Maguire - فیلادلفیا – Ron Nyswaner - بی‌خواب در سیاتل – Jeff Arch (داستان/فیلمنامه)، نورا افرون (فیلمنامه)، دیوید اس. وارد (فیلمنامه) | - فهرست شیندلر – استیون زیلیان from Schindler's Ark by توماس کنیلی - عصر معصومیت – مارتین اسکورسیزی و جی کاکس from عصر معصومیت by ادیت وارتون - به نام پدر – جیم شریدان و تری جرج from Proved Innocent by Gerry Conlon - بازمانده روز – روث پراور جابوالا from بازمانده روز by کازو ایشی‌گورو - سرزمین سایه‌ها – ویلیام نیکلسون from Shadowlands by William Nicholson                                                                                      |
| بهترین فیلم غیر انگلیسی‌زبان | |
| - روزگار خوش (Spain) in اسپانیایی – فرناندو تروئبا - خدانگهدار معشوقه من (Hong Kong) in چینی ماندارین – چن کایگه - Hedd Wyn (United Kingdom) in ولزی – Paul Turner - بوی خوش پاپایای سبز (Vietnam) in ویتنامی – تران آن هونگ - ضیافت عروسی (Taiwan) in چینی ماندارین – آنگ لی | |
| بهترین مستند | بهترین مستند کوتاه |
| - من یک قول هستم: بچه‌های دبستان سانتون – Susan Raymond and Alan Raymond - The Broadcast Tapes of Dr. Peter – David Paperny and Arthur Ginsberg - Children of Fate – Susan Todd and Andrew Young - For Better or for Worse – David Collier و Betsy Thompson - The War Room – D. A. Pennebaker و Chris Hegedus                                                                         | - Defending Our Lives – Margaret Lazarus and Renner Wunderlich - Blood Ties: The Life and Work of Sally Mann – Steven Cantor و Peter Spirer - Chicks in White Satin – Elaine Holliman و Jason Schneider |
| بهترین فیلم کوتاه زنده | بهترین انیمیشن کوتاه |
| - Schwarzfahrer – Pepe Danquart - Down on the Waterfront – Stacy Title و Jonathan Penner - The Dutch Master – سوزان سایدلمن و Jonathan Brett - Partners – پیتر ولر و Jana Sue Memel - The Screw (La Vis) – دیدیه فلامان | - شلوار اشتباهی – نیک پارک - Blindscape – Stephen Palmer - The Mighty River – Frédéric Back و Hubert Tison - Small Talk – Bob Godfrey و Kevin Baldwin - The Village – Mark Baker |
| بهترین موسیقی فیلم | بهترین ترانه |
| - فهرست شیندلر – جان ویلیامز - شرکت – دیو گروسین - عصر معصومیت – المر برنشتاین - فراری – جیمز نیوتن هاوارد - بازمانده روز – ریچارد رابینز | - "Streets of Philadelphia" from فیلادلفیا – موسیقی و Lyric توسط بروس اسپرینگستین - "Again" از Poetic Justice – موسیقی و Lyric توسط جنت جکسون، James Harris III and Terry Lewis - "Philadelphia" از فیلادلفیا – Music and Lyric by نیل یانگ - "A Wink and a Smile" از بی‌خواب در سیاتل – موسیقی توسط مارک شیمن; Lyric by Ramsey McLean - "The Day I Fall in Love" from بتهوون، قسمت دوم – موسیقی و Lyric توسط کارول بیر سیجر، جیمز اینگرام و Clif Magness |
| بهترین تدوین صدا | بهترین میکس صدا |
| - پارک ژوراسیک – گری رایدستورم و ریچارد هیمنز - فراری – جان لاویک و بروس استمبلر - Cliffhanger – ویلی استیتمن و Gregg Baxter | - پارک ژوراسیک – گری رایدستورم، گری سامرز، Ron Judkins و Shawn Murphy - فهرست شیندلر – Andy Nelson، Steve Pederson، Scott Millan و Ron Judkins - جرونیمو: یک افسانه آمریکایی – Chris Carpenter، Doug Hemphill، Bill W. Benton و Lee Orloff - Cliffhanger – Michael Minkler، باب بیمر و Tim Cooney - فراری – دونالد میچل (مهندس صدا)، Michael Herbick، Frank A. Montaño و Scott D. Smith                                                                  |
| بهترین طراحی صحنه | بهترین فیلمبرداری |
| - فهرست شیندلر – کارگردان هنری: Ewa Braun; Set Decoration: Allan Starski - ارزش‌های خانواده آدام – کارگردان هنری: کن آدام; Set Decoration: Marvin March - عصر معصومیت – کارگردان هنری: دانته فرتی; Set Decoration: Robert J. Franco - اورلاندو – کارگردان هنری: Ben Van Os; Set Decoration: Jan Roelfs - بازمانده روز – کارگردان هنری: Luciana Arrighi; Set Decoration: Ian Whittaker | - فهرست شیندلر - یانوش کامینسکی - خدانگهدار معشوقه من - Gu Changwei - فراری - مایکل چاپمن - پیانو - استوارت درایبرگ - Searching for Bobby Fischer - کنراد هال |
| بهترین گریم و آرایش مو | بهترین طراحی لباس |
| - خانم داوت‌فایر – گرگ کینم، Ve Neill و Yolanda Toussieng - فیلادلفیا – Carl Fullerton and Alan D'Angerio - فهرست شیندلر – Christina Smith، Matthew Mungle و Judy Alexander Cory | - عصر معصومیت – گابریلا پسکوچی - فهرست شیندلر – Anna Biedrzycka Sheppard - اورلاندو – سندی پاول - پیانو – Janet Patterson - بازمانده روز – جنی بیون و John Bright |
| بهترین تدوین فیلم | بهترین جلوه‌های ویژه |
| - فهرست شیندلر – مایکل کان - در خط آتش – آن وی. کوتس - فراری – دنیس ویرکلر، دیوید فینفر، دین گودهیل، دان بروکهو، ریچارد نورد و Dov Hoenig - به نام پدر – جری همبلینگ - پیانو – ورونیکا جنت | - پارک ژوراسیک – استن وینستون، Dennis Muren، فیل تیپت و Michael Lantieri - Cliffhanger – Neil Krepela, John Richardson، John Bruno و Pamela Easley - کابوس قبل از کریسمس – Pete Kozachik, Eric Leighton, Ariel Velasco Shaw and Gordon Baker |

### Films with multiple nominations and awards
| نامزدی‌ها | فیلم                 |
| -------- | -------------------- |
| 12       | فهرست شیندلر         |
| ۸        | پیانو                |
| ۸        | بازمانده روز         |
| ۷        | فراری                |
| ۷        | به نام پدر           |
| ۵        | عصر معصومیت          |
| ۵        | فیلادلفیا            |
| ۳        | Cliffhanger          |
| ۳        | در خط آتش            |
| ۳        | پارک ژوراسیک         |
| ۲        | خدانگهدار معشوقه من  |
| ۲        | شرکت                 |
| ۲        | Orlando              |
| ۲        | سرزمین سایه‌ها        |
| ۲        | بی‌خواب در سیاتل      |
| ۲        | چه ربطی به عشق دارد؟ |

| جوایز | فیلم         |
| ----- | ------------ |
| ۷     | فهرست شیندلر |
| ۳     | پارک ژوراسیک |
| ۳     | پیانو        |
| 2     | فیلادلفیا    |